# Салвадорський карнавал

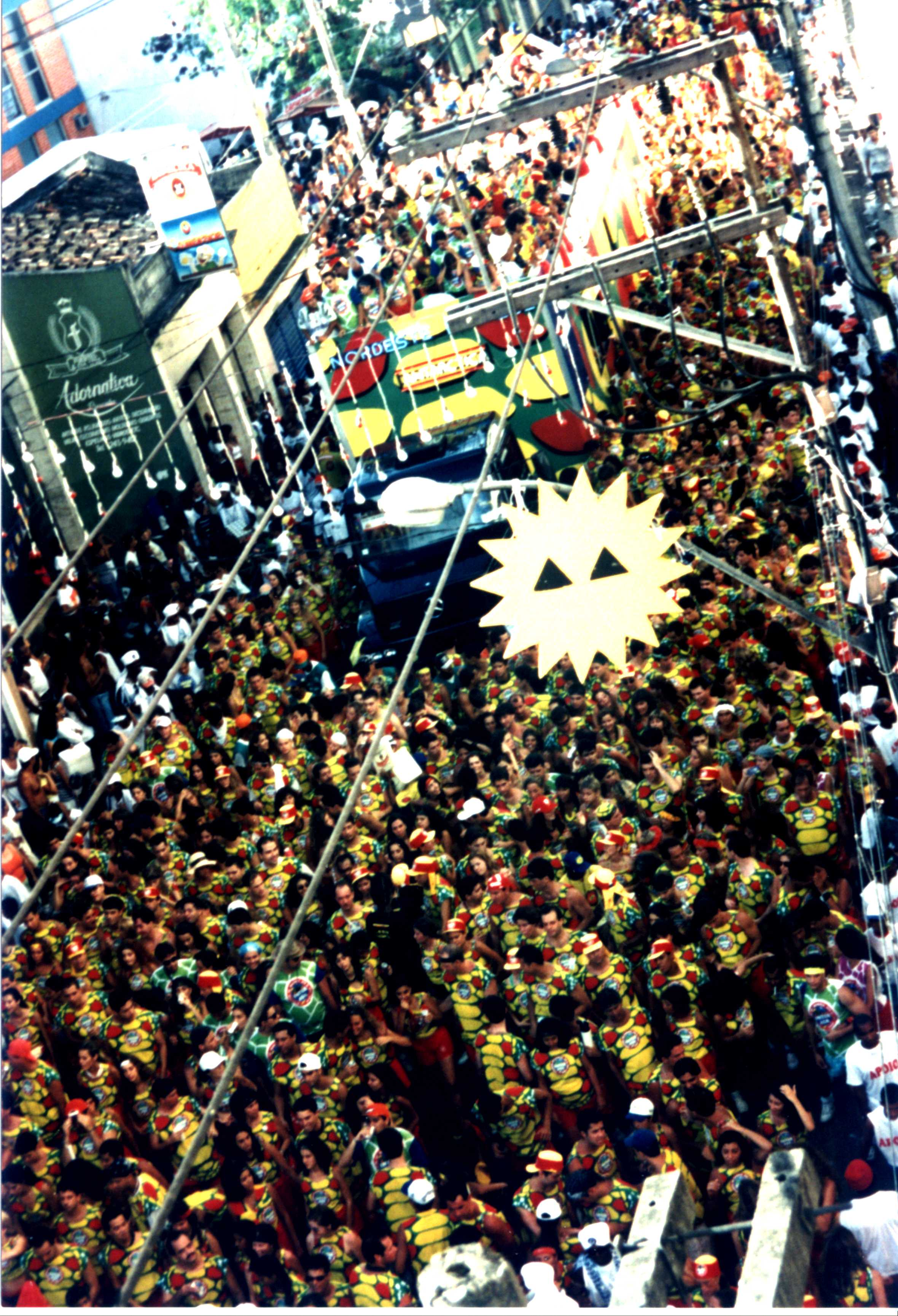
Карнавал у Салвадорі, 1997

Карнавал у місті Салвадор-да-Баія вважається найбільшим вуличним карнавалом у світі. За розмірами заходу він перевершує карнавал у Ріо-де-Жанейро. Свято починається ввечері в останній четвер перед Попільною Середою у місті Баїя і триває 6 діб. Рекламне гасло цього заходу — «Баія: найбільший спалах радості» (порт. Bahia: maior explosão de alegria).
Свято починається після того, як мер Салвадора передає ключ від міста Товстому Королю Момо — королю карнавалу. Потім півтора мільйона людей стікаються вулицями міста — і так до самої Попільної Середи. Поліція перекриває вулиці, якими проходить карнавальна хода, протягом 19 кілометрів, як на набережній, так і в центрі міста. Через все місто проїжджає велика вантажівка з гучномовцями (електричні тріо, порт. Trios elétricos) величиною з контейнер. На цій вантажівці встановлено сцену з музичною групою, за якою йдуть її шанувальники, танцюючи в такт музиці. Як запрошені гурти були багато музикантів, серед яких Olodum, Daniela Mercury, Timbalada та Іветі Сангалу.
Друга хода проходить через вузькі вулички старого міста, в районі Pelourinho.